# Vizitka

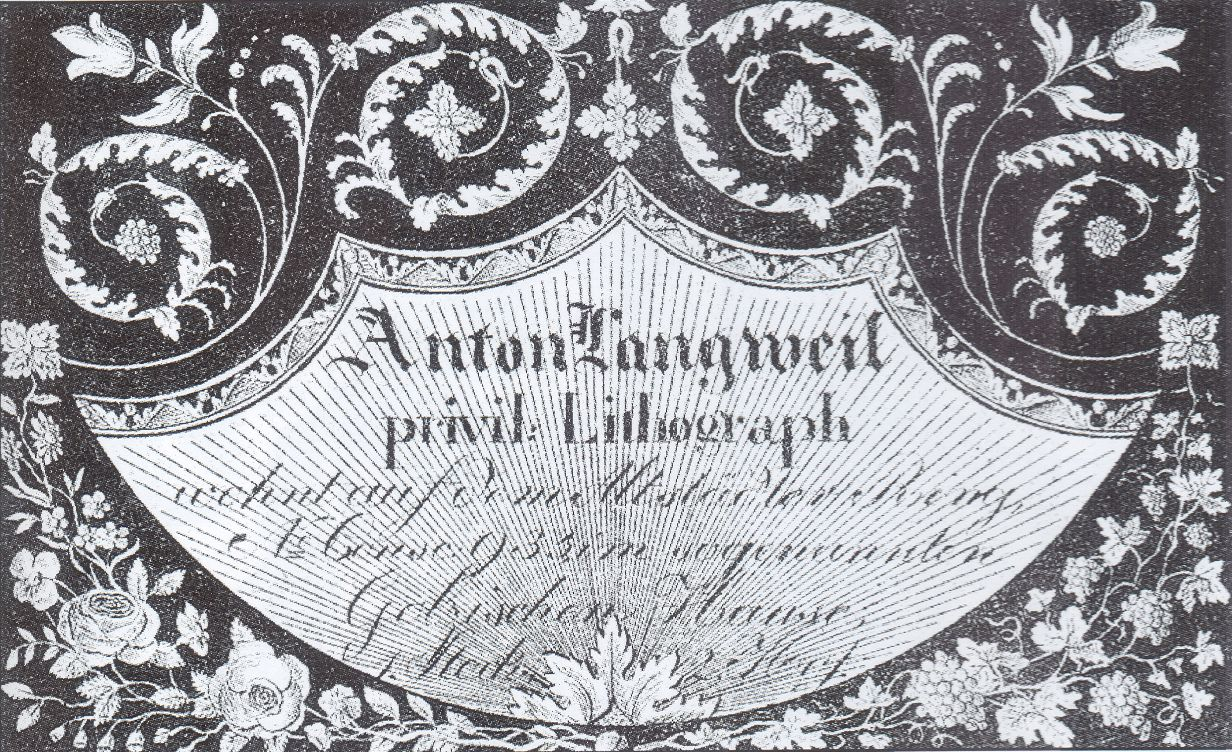
Navštívenka Antonína Langweila (1819)

Vizitka je jednoduchý informační prostředek, často pěkné grafické dílko na malém kousku papíru (kartičce), zpravidla používané k obchodní propagaci.

## Historie
V dřívějších dobách se používaly pouhé proužky papíru, v kruzích šlechticů se začaly používat ručně vypisované karty s uvedením všech titulů a přídomků majitele. V období rokoka začaly být bohatě zdobené, mnohdy doplněné podpisem majitele. Z Francie a Itálie se dostaly do celého světa, tedy i do českých zemí. Postupně byly využívány k propagaci firmy majitele, objevovaly se motivy obrazu na vizitce malíře, stromku u zahradníka.

## Druhy, velikost, styl
Jsou dva základní druhy vizitek – osobní, tedy soukromé, a firemní, které propagují firmu či jejího zástupce. Existují i jiné druhy vizitek, kdysi populární fotografické a nyní turistické vizitky.
Ve většině států se nejdříve uvádí jméno a potom příjmení, v několika jiných (Maďarsko, Čína) je tomu obráceně. Mnohé vizitky jsou doprovázeny grafickými doplňky (logo firmy).
Kartičky jsou různých velikostí:
- od nejmenších 4 × 7,5 cm,
- k největším 5,5 × 9,5 cm,
- standardní vizitka v Česku má rozměry 90 × 50 mm,
- EURO formát 85 × 54 mm (často chybně uváděno 85 × 55 mm).[zdroj⁠?!]

## Sběratelství vizitek
Vytváření sbírek vizitek je jedním z mnoha sběratelských oborů. V největším českém Klubu sběratelů kuriozit jsou součástí sekce Různé. Sbírky vizitek jsou součástí řady muzeí.